# Miss Brasil 2018
Miss Brasil 2018 foi a 64ª edição do tradicional concurso Miss Brasil, válido para a disputa de Miss Universo. O evento teve seu ápice no dia 26 de maio de 2018 no Riocentro, espaço de eventos localizado na cidade do Rio de Janeiro. O certame foi transmitido nacionalmente pela Rede Bandeirantes e pela internet pela Band.com.br. Candidatas das 26 unidades federativas do Brasil, mais o Distrito Federal, competiram pelo título que pertencia à piauiense Monalysa Alcântara. A vencedora foi a amazonense Mayra Dias, representante do estado do Amazonas que representou o Brasil no Miss Universo 2018.

## Resultados

### Colocações
| Posição                 | Estado & candidata |
| ----------------------- | --- |
| Miss Brasil 2018        | - Amazonas - Mayra Dias |
| 2º. Lugar               | - Bahia - Maria Isabel Santos |
| 3º. Lugar               | - Ceará - Teresa Santos |
| Finalistas              | - Alagoas - Isabella Burgui - Santa Catarina - Débora Silva |
| (TOP 10) Semifinalistas | - Goiás - Giovanna Veríssimo - Pernambuco - Eslovênia Marques - Piauí - Naiely Lima - Rio Grande do Norte - Monique Rêgo - São Paulo - Paula Palhares               |
| (TOP 15) Semifinalistas | - Distrito Federal - Bia Rodrigues - Espírito Santo - Sabrina Stock - Minas Gerais - Elís Miele - Paraíba - Ana Carla Medeiros - Rio Grande do Sul - Leonora Weimer |

### Prêmio especial
A vencedora do "Miss BE Emotion" ganhou um lugar no top 10:
| Prêmio            | Estado e candidata           |
| ----------------- | ---------------------------- |
| Miss BE Emotion 1 | - Goiás - Giovanna Veríssimo |

1. Foram avaliadas pela Miss Brasil 2016 Raissa Santana e o hair stylist Marcos Proença.

### Votação popular
A eleita desta categoria alcançou um lugar entre o Top 15:
| Posição | Estado e candidata      |
| ------- | ----------------------- |
| 1       | - Amazonas - Mayra Dias |

### Desafios
As candidatas passaram por três desafios durante o confinamento:
| Desafio              | Estado & Candidata                 |
| -------------------- | ---------------------------------- |
| Oratória 1           | - Pernambuco - Eslovênia Marques   |
| Ensaio Fotográfico 2 | - Amazonas - Mayra Dias            |
| Troca de Pele 3      | - Distrito Federal - Bia Rodrigues |

1. Eleita por voto pelas próprias candidatas.
2. Foram avaliadas pelo fotógrafo Sérgio Bispo.
3. Foram avaliadas pela digital influencer Jéssica Belcost.

### Ordem dos anúncios
| 1. Ceará 2. Goiás 3. Minas Gerais 4. Rio Grande do Norte 5. Bahia 6. São Paulo 7. Pernambuco 8. Santa Catarina 9. Alagoas 10. Espírito Santo 11. Paraíba 12. Piauí 13. Distrito Federal 14. Rio Grande do Sul 15. Amazonas | 1. Santa Catarina 2. Amazonas 3. Piauí 4. Alagoas 5. Ceará 6. Rio Grande do Norte 7. Pernambuco 8. Bahia 9. São Paulo 10. Goiás | 1. Santa Catarina 2. Amazonas 3. Alagoas 4. Bahia 5. Ceará | 1. Ceará 2. Amazonas 3. Bahia |

## Jurados

### Final
Escolha da vencedora e demais tops:
1. Amir Slama, estilista;
2. Amaury Jr., apresentador;
3. Heloisa Tolipan, jornalista;
4. Carla Vilhena, jornalista e apresentadora;
5. Mariana Goldfarb, modelo e apresentadora;
6. Natália Guimarães, Vice-Miss Universo 2007;
7. Helô Pinheiro, empresária e apresentadora;
8. Gianne Albertoni, modelo e apresentadora;
9. Daniela Pessoa, colunista do "Veja Rio";
10. Carlos Tufvesson, estilista;
11. Kênia Maria, escritora;
12. Felipe Veloso, stylist;

### Preliminar
Escolha das quinze (15) semifinalistas:
1. Sérgio Baia, fotógrafo;
2. Karina Ades, diretora do Miss Brasil BE Emotion;
3. Monalysa Alcântara, Miss Brasil BE Emotion 2017;
4. Juliana Rakoza, maquiadora;

## Programação Musical
Músicas tocadas durante as etapas da competição:
- Abertura: De Ladim, do Dream Team do Passinho (Ao Vivo);

- Desfile de Maiô: Esse Brilho é Meu de Iza;

- Desfile de Biquíni: Tambor de Fernanda Abreu (Ao Vivo);

- Traje de gala: New Rules, de Dua Lipa;

- Despedida: Feeling Good, de Nina Simone;

## Candidatas
| Estado              | Representante          | Idade | Altura | Representação     | Ref.   |
| ------------------- | ---------------------- | ----- | ------ | ----------------- | ------ |
| Acre                | Thaís Braga            | 22    | 1,78   | Feijó             | [ 2 ]  |
| Alagoas             | Isabella Burgui        | 24    | 1,77   | Maceió            | [ 3 ]  |
| Amapá               | Emilay Muniz           | 20    | 1,69   | Mazagão           | [ 4 ]  |
| Amazonas            | Mayra Dias             | 26    | 1,75   | Itacoatiara       | [ 5 ]  |
| Bahia               | Maria Isabel Santos    | 19    | 1,75   | Salvador          | [ 6 ]  |
| Ceará               | Teresa Santos          | 19    | 1,71   | Groaíras          | [ 7 ]  |
| Distrito Federal    | Bia Rodrigues          | 21    | 1,71   | Asa Norte         | [ 8 ]  |
| Espírito Santo      | Sabrina Stock          | 20    | 1,78   | Marechal Floriano | [ 9 ]  |
| Goiás               | Giovanna Veríssimo     | 23    | 1,73   | Goiânia           | [ 10 ] |
| Maranhão            | Lorena Bessani         | 25    | 1,69   | Barreirinhas      | [ 11 ] |
| Mato Grosso         | Caroline Back          | 18    | 1,84   | Alta Floresta     | [ 12 ] |
| Mato Grosso do Sul  | Giovanna Grigolli      | 20    | 1,74   | Três Lagoas       | [ 13 ] |
| Minas Gerais        | Elís Miele             | 19    | 1.78   | Ipatinga          | [ 14 ] |
| Pará                | Ponnyk Torres          | 26    | 1,76   | Marabá            | [ 15 ] |
| Paraíba             | Ana Carla Medeiros     | 21    | 1,72   | Campina Grande    | [ 16 ] |
| Paraná              | Deise Caroline Ribas   | 21    | 1,76   | Rio Branco do Sul | [ 17 ] |
| Pernambuco          | Eslovênia Marques      | 21    | 1,77   | Caruaru           | [ 18 ] |
| Piauí               | Naiely Lima            | 18    | 1,82   | Piripiri          | [ 19 ] |
| Rio de Janeiro      | Amanda Coelho          | 19    | 1,71   | Angra dos Reis    | [ 20 ] |
| Rio Grande do Norte | Monique Sandrelly Rêgo | 24    | 1,78   | Riacho da Cruz    | [ 21 ] |
| Rio Grande do Sul   | Leonora Weimer         | 24    | 1,73   | Eldorado do Sul   | [ 22 ] |
| Rondônia            | Thaisi Dias            | 20    | 1,68   | Porto Velho       | [ 23 ] |
| Roraima             | Marina Pimentel        | 23    | 1,75   | Boa Vista         | [ 24 ] |
| Santa Catarina      | Débora Silva           | 23    | 1,73   | Rio Negrinho      | [ 25 ] |
| São Paulo           | Paula Palhares         | 18    | 1,72   | Sumaré            | [ 26 ] |
| Sergipe             | Grazielly Moraes       | 19    | 1,74   | Boquim            | [ 27 ] |
| Tocantins           | Tatiele Rodrigues      | 19    | 1,68   | Porto Nacional    | [ 28 ] |